# 李昇
李昇（1917年7月1日—2004年2月15日），字斯中，台灣教育家，曾任台南二中、台南一中校長，籍貫江西德安。其子李安、李崗皆為著名台灣導演。

## 生平

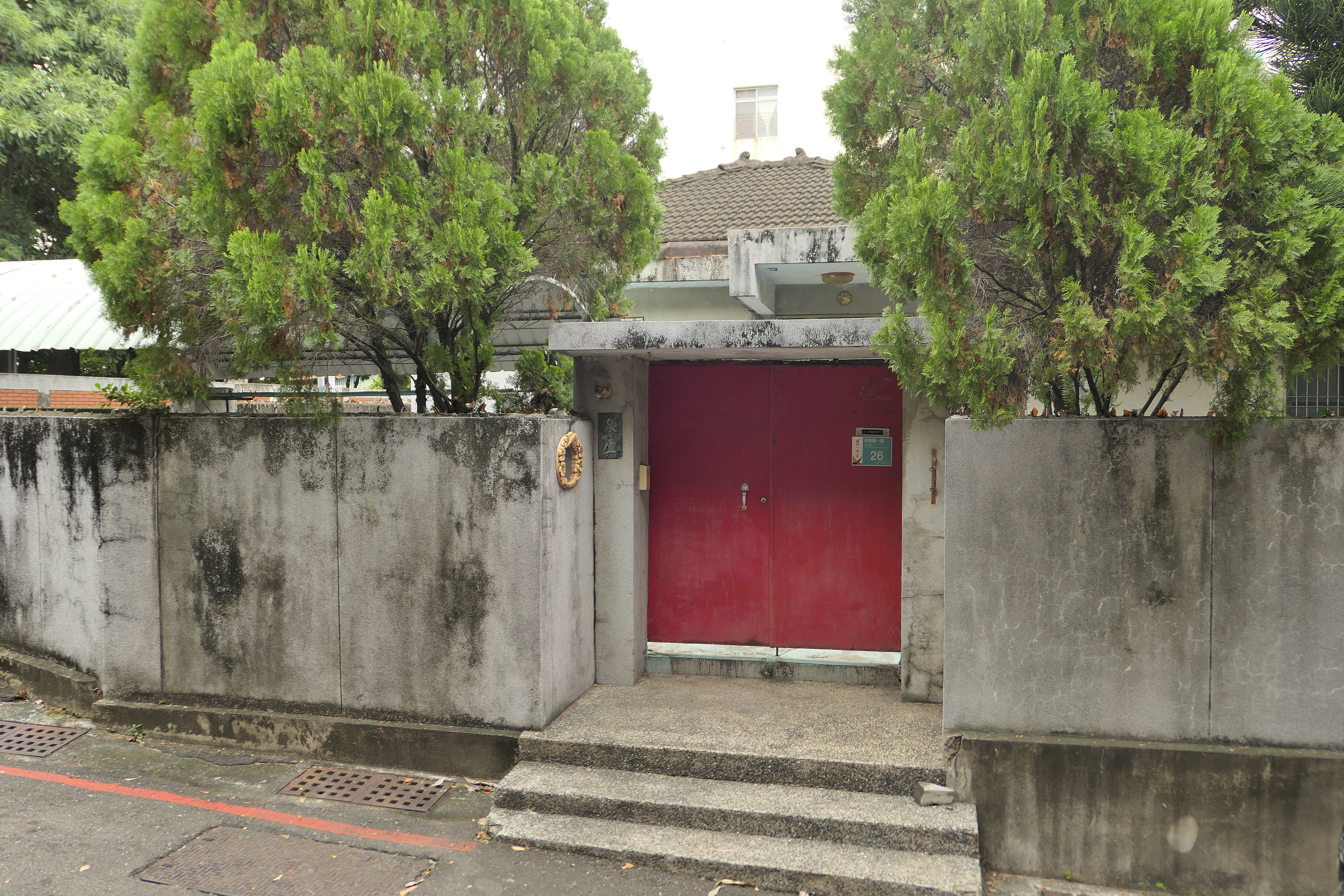
李昇故居，在臺南一中附近

其父李賓雁，創立「李恆裕」商行，是德安縣有名的商人:136。李昇的祖先曾是大財主，但後來家道中落:136。李昇早年在西洋學堂啟蒙，後考取江西一中，繼而考入上海大夏大學:137。
抗日战争时，在四川就讀南京幹校:137。畢業後考取高等文官考試，28歲時當上江西省崇仁縣縣長:137，歷任內政部荐任科員、江西省民政廳專員、江西省訓團科長。國共內戰時，李昇隨國民政府撤退至台灣，但留在中國大陸的父母遭到槍斃:137。
李昇曾擔任臺東女中校長。1957年暑假，李昇由台東女中調任花蓮師範學校校長，當時該校是全省師校中校舍最破舊簡陋的一所，校舍絕大多數是木造，只有三四間鋼筋水泥的建築，禮堂兼飯廳，操場借花崗山公共集會場。1959年夏，溫妮颱風侵襲花蓮，把校房舍幾乎全部吹損而修復不易，李昇向教育廳提出遷校計畫，經半載勘察校地，始得七星潭旁的美崙現今校址，幾度奔走，得到核撥遷建費新台幣350萬元，並於1960年9月完成遷校。李昇亦擔任花蓮救國團主任委員，退除役官兵師資訓練班主任，考試院特考典試委員等職位。
1964年暑假，李昇從花蓮師範學校調到臺南二中當校長，喊出「吾愛吾校」口號，凝聚學生認同感。適逢那時採用來自美國新教材的新數學、新物理、新化學、新生物等科目教學，並適時聘任不少好老師。李昇也重視體育，聘請體專剛畢業的周福將老師，希望提升籃球和排球水準。
1969年，李昇擔任臺南一中校長，任期14年內爭取興建學生餐廳、放寬髮禁，施政以「選聘優良師資、提升行政效率」為先，要求各項行政措施及儘量不打擾學生學習。在退休前，對南一中全體學生演講，形容南一中的學生是「乖乖的」、「悄悄的」、「淡淡的」。
1983年8月，李昇退休。
2004年2月15日，李昇因心肌梗塞病逝，享壽87歲。

## 家庭
- 妻楊思莊（1926年4月28日－2023年3月7日）：退休教師；育有子女四人。
- 長女李文
- 次女李仁
- 長子李安（1954年10月23日－）
- 次子李崗（1957年10月28日－）

## 外部連結
- 懷念李昇校長
- 李昇告別式 溫馨像電影 （页面存档备份，存于）

| 台灣省立臺東女子中學     |                                |               |
| 前任： 林進生            | 第二任校長 1955年—1956年       | 繼任： 許俊哲 |
| 台灣省立花蓮師範學校     |                                |               |
| 前任： 許俊哲            | 第四任校長 1956年7月—1964年7月 | 繼任： 戴行悌 |
| 台灣省立臺南第二高級中學 |                                |               |
| 前任： 廖傳淮            | 第六任校長 1964年8月—1969年2月 | 繼任： 羅旭升 |
| 台灣省立臺南第一高級中學 |                                |               |
| 前任： 金樹榮            | 第四任校長 1969年2月—1983年7月 | 繼任： 史振鼎 |